# Museo de Burgos
El Museo de Burgos, antes conocido como Museo Arqueológico Provincial, tiene sus dependencias en dos palacios contiguos del siglo xvi, la Casa de Miranda y la Casa de Íñigo Angulo, formando una manzana entre las calles Calera y Miranda, en la ciudad de Burgos (España). Las colecciones del Museo tienen una procedencia exclusivamente burgalesa, por origen o destino, y muestran la evolución histórica y cultural de la provincia.

## Historia
El Museo de Burgos surgió en 1846 como resultado de la labor realizada por la Comisión Provincial de Desamortización y luego por la Comisión Provincial de Monumentos, organismos que se encargaron de recoger, catalogar y custodiar bienes de valor artístico procedentes de las iglesias, los conventos y los monasterios de la provincia afectados por la Desamortización de 1835. En consecuencia, las colecciones iniciales eran casi exclusivamente de Bellas Artes. A lo largo de su historia, el museo tuvo diferentes sedes. Hasta 1871 careció de un emplazamiento apropiado, siendo frecuentes las mudanzas. Así, ocupó sucesivamente los siguientes edificios:
- El Seminario conciliar de San Jerónimo, entre 1846 y 1848.
- El Instituto de Segunda Enseñanza de San Nicolás, entre 1849 y 1863.
- La Cartuja de Miraflores, entre 1863 y 1865.
- El Colegio de Sordomudos y Ciegos, el Consulado del Mar y el Instituto de Segunda Enseñanza de San Nicolás, entre 1865 y 1870.
- El desaparecido convento de las Madres Trinitarias, bajo el nombre de Museos de Bellas Artes y Antigüedades, entre 1870 y 1875.
- El Arco de Santa María, bajo el nombre de Museo Arqueológico y de Bellas Artes, entre 1878 y 1955.

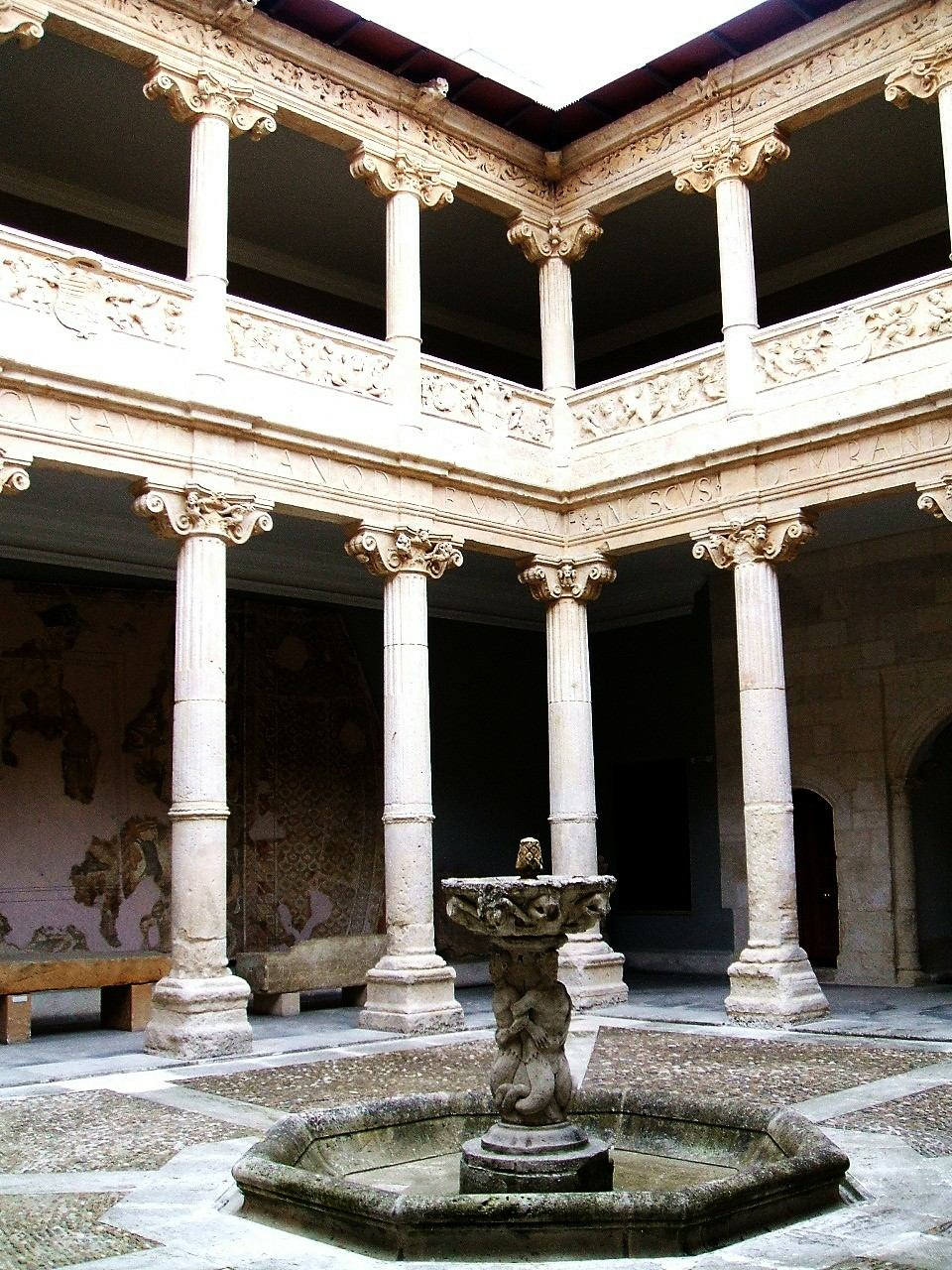
Patio de la Casa de Miranda.

Es a partir del segundo tercio del siglo xx cuando se incrementaron, de modo muy notable, las colecciones arqueológicas, gracias a los hallazgos de las excavaciones realizadas en diversos yacimientos de la provincia. En 1955 comenzó una nueva etapa con la instalación de los fondos en la Casa de Miranda, una muestra del arte renacentista realizada en 1545, probablemente por el arquitecto Juan de Vallejo, para servir de residencia al canónigo Don Francisco de Miranda. El palacio ocupa un inmueble de tres alturas y se articula en torno a un patio central con doble piso de galerías soportadas y profusamente decoradas con capiteles y zapatas, que distribuye a su vez el espacio interior del museo.
Con su instalación en la Casa de Miranda, la entidad pasó a llamarse Museo Arqueológico Provincial de Burgos y, a partir de 1973, simplemente Museo de Burgos. En 1962 el museo recibió la condición de Monumento Nacional, luego Bien de Interés Cultural (BIC). Se trató de una catalogación específica para el espacio museístico, ya que la Casa de Miranda, asimismo BIC, ya la poseía desde 1914. Esta declaración de Monumento Nacional impidió la salida de España del patio renacentista del palacio, que había sido vendido por su propietario al magnate estadounidense William Randolph Hearst.
En 1979 el museo inició un importante proceso de transformación orientado a la ampliación del espacio de las exposiciones y a la renovación de sus instalaciones. La Casa de Miranda fue restaurada en su integridad para acoger las secciones de Prehistoria y Arqueología, que fueron reabiertas al público en 1983, mientras que la adyacente Casa de Íñigo Angulo, contemporánea de la anterior y obra de Juan de Vallejo, adquirida por el Estado en 1986, recibió la sección de Bellas Artes, abierta al público desde 1991. Con posterioridad se unieron al museo la Casa de los Melgosa, igualmente construida en el siglo xvi; y los solares del antiguo cine Calatravas, que actualmente no son visitables.

## Prehistoria y arqueología (Casa de Miranda)

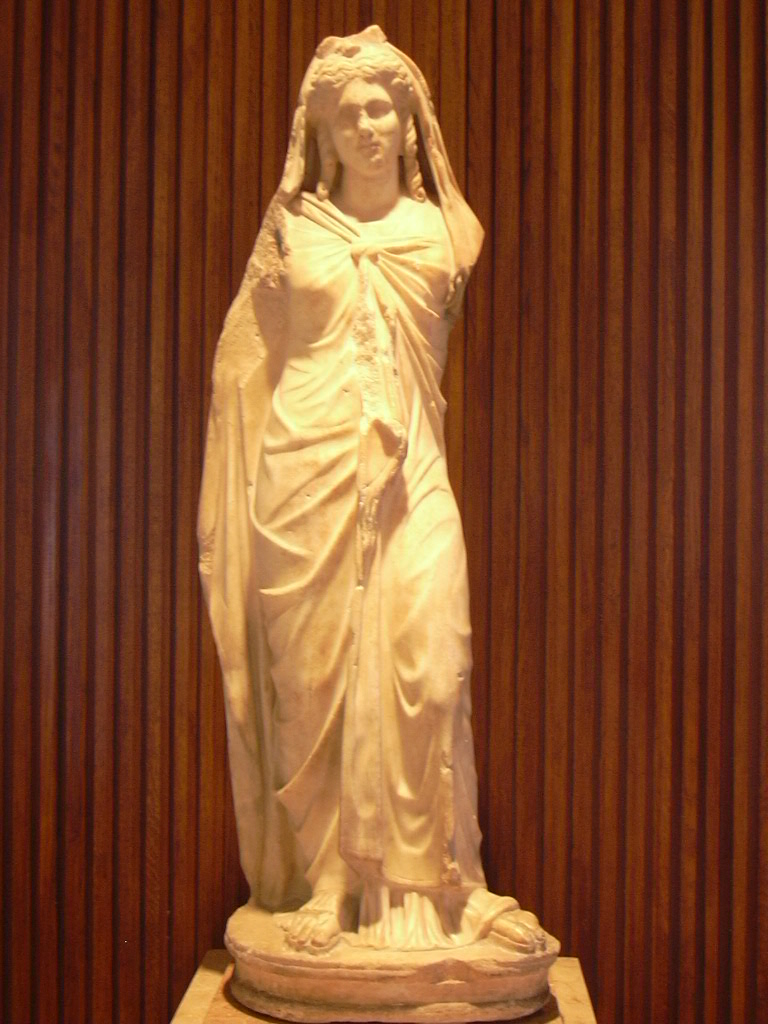
Estatua de Isis, procedente de la ciudad romana de Clunia.

Esta sección del Museo consta de ocho salas distribuidas en las dos plantas superiores y en las galerías del patio de la Casa de Miranda. Expone objetos correspondientes a la Prehistoria (Paleolítico, Neolítico, Edad del Bronce y Edad del Hierro), la Edad Antigua (épocas celtibérica, romana, tardorromana y paleocristiana) y los inicios de la Edad Media (época visigótica). Las piezas son de muy variada procedencia, recogidas en yacimientos dispersos por toda la provincia. Maquetas, fotografías y planos facilitan la comprensión de los yacimientos.
Destacan, del Paleolítico, los restos de animales y las réplicas de fósiles de homínidos procedentes de los yacimientos de Atapuerca; del Neolítico, objetos encontrados en las cuevas de Ojo Guareña y en los sepulcros de corredor de Cubillejo de Lara y de la zona de Sedano. De las necrópolis de La Polera (Ubierna), Villanueva de Teba y Miraveche proceden abundantes ajuares funerarios de la Edad del Bronce , en los que destacan las armas y la joyería. De la Edad del Hierro se pueden contemplar torques y otros objetos celtas y celtíberos.
Clunia era la principal ciudad romana de la zona y la fuente de la mayor parte de los materiales hallados de esta época; destacan las esculturas en mármol como la de Isis o el busto de Julia Augusta, los restos de edificios públicos y la amplia colección de objetos cotidianos (exvotos, agujas de coser, instrumentos, cerámica...). De otros lugares de la provincia también se han recuperado restos interesantes; las colecciones de estelas y numismática de procedencia diversa, los hallazgos de Sasamón, Baños de Valdearados (donde destaca un bien conservado brasero de bronce), Hornillos del Camino y Cabriana (necrópolis en la que se han hallado numerosas piezas de cristalería) son buenas muestras de ello. Es especialmente notable el mosaico de Atalanta y Meleagro a la caza del jabalí de Calidón, con dimensiones originales de unos 100 m², hallado en Cardeñajimeno, a las afueras de la actual ciudad de Burgos.
La difusión del cristianismo en la provincia está representada por los sarcófagos hallados en la Bureba con iconografía paleocristiana, así como por los elementos lapidarios y suntuarios visigóticos de lugares como Quintanilla de las Viñas, de donde se han recuperado restos de los frisos vegetales que la adornaban.

## Bellas Artes (Casa de Íñigo Angulo)

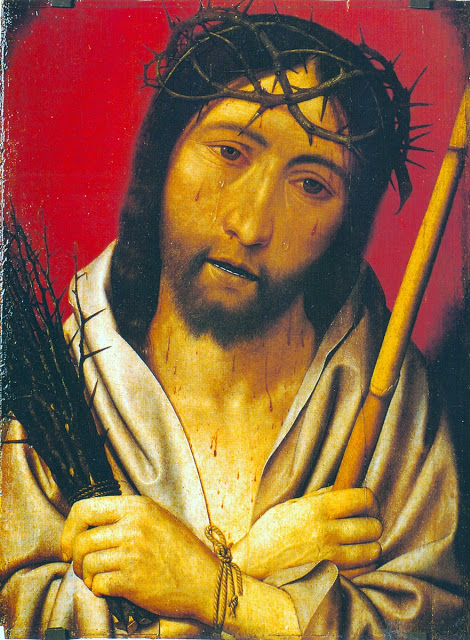
Ecce Homo, de Jan Mostaert.

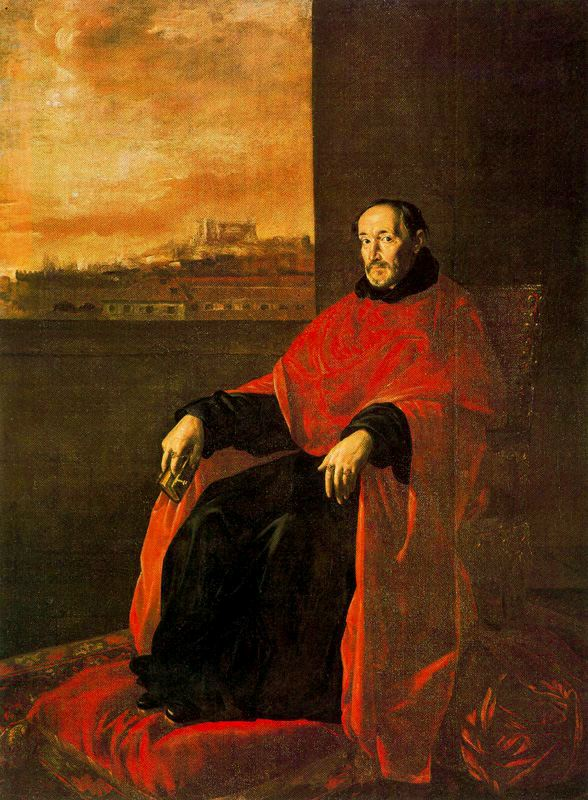
Fray Juan Ricci: Fray Alonso de San Vítores (c. 1658).

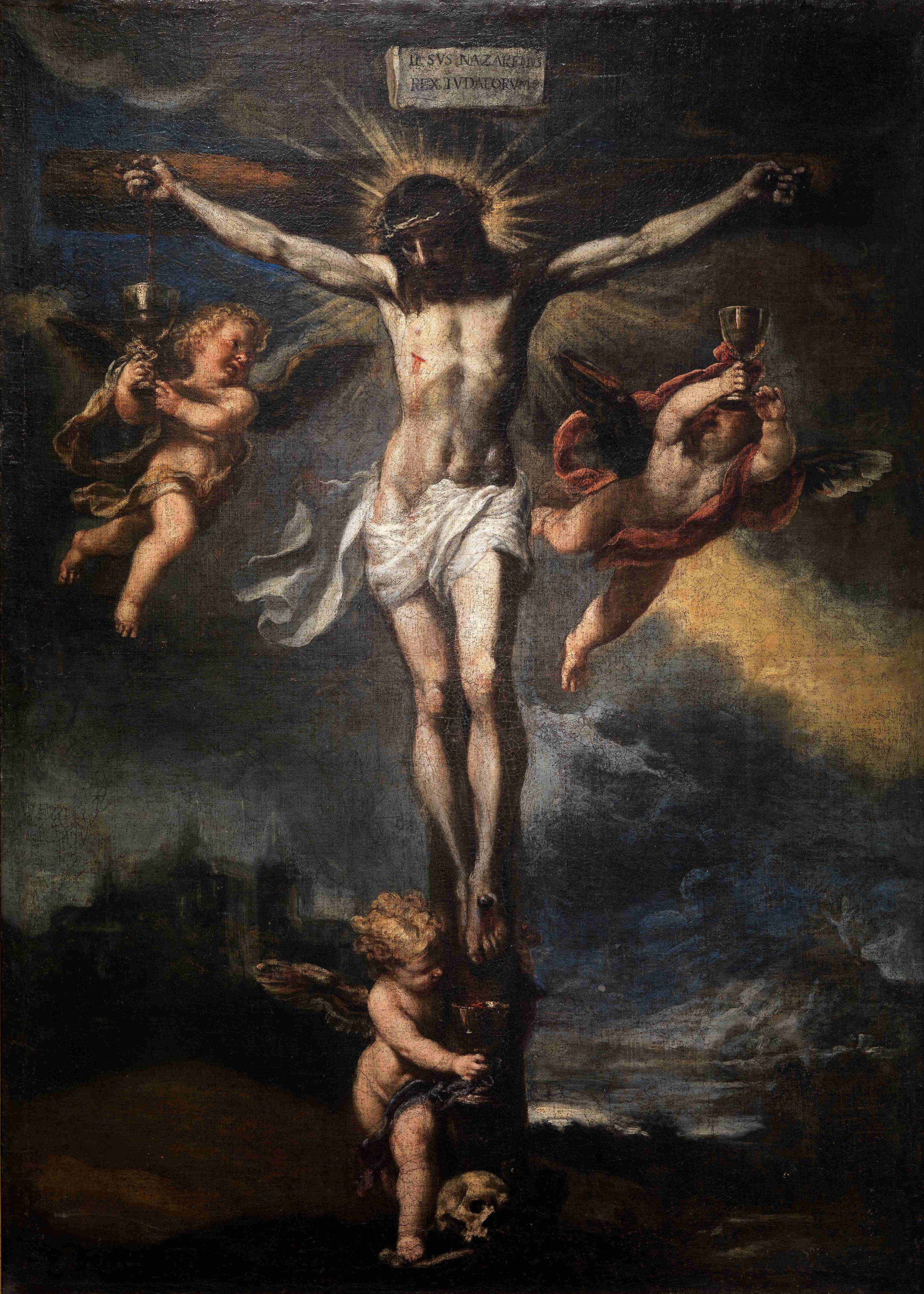
Cristo de la Sangre (1664-1665), atribuido a Mateo Cerezo el Joven.

Esta sección ocupa cuatro plantas y una entreplanta en las que se disponen nueve salas. Las colecciones se inician con restos de poca importancia de la época prerrománica condal o post-visigótica (siglos viii a x), como capiteles y lápidas, provenientes de diversos lugares como la necrópolis de Villargámar o el desaparecido monasterio de Santa María y San Pedro de Valeránica, en Tordómar.
Más importancia revisten las obras de las épocas románica y gótica (siglos xi a xiv), entre las que se citan: el Frontal de Santo Domingo de Silos, correspondiente al sepulcro del santo, magnífica obra de cobre sobredorado y esmaltado del siglo xii, una de las más representativas en España de su tipo; la Arqueta de marfil y esmaltes, de origen árabe, ejecutada por Muhammad Ibn Zayan en el siglo xi; los Bultos funerarios de dama y caballero, góticos a caballo entre los siglos xiii y xiv, procedentes de la iglesia de la Natividad de Villasandino; otras obras de marfil y/o esmaltes; capiteles zoomorfos y antropomorfos, y estatuas.
Mención aparte merece la Virgen de las Batallas, de cobre dorado con esmalte y piedras preciosas, posiblemente elaborada en Limoges (Francia) hacia 1225-1235. Célebre porque la tradición la vinculaba al conde Fernán González (lo cual no es posible, por disparidad de fechas), se conservó durante siglos en el monasterio de San Pedro de Arlanza y pasó por varias colecciones españolas y extranjeras, hasta su subasta en 1997 y dación en pago al Museo del Prado, que la mantiene cedida en depósito al Museo de Burgos.
Los siglos xiv al xvi son la época de esplendor de Burgos. De este periodo (época bajomedieval y renacentista) se conservan algunos retablos y fragmentos de ellos, ya escultóricos, ya de tablas pintadas, como los relieves del desaparecido Retablo mayor de la iglesia del convento de La Merced y el Retablo de la Asunción del monasterio de Vileña, realizado en 1581 por Pedro López de Gámiz.
Se atesora interesante escultura funeraria en madera, caliza y alabastro, destacando el Sepulcro de Juan de Padilla, de Gil de Siloé, y el Sepulcro de Don Gómez Manrique y Doña Sancha Rojas, procedentes ambos del hoy arruinado monasterio de Fresdelval; tablas de las escuelas castellana y flamenca, incluyendo obras de Pedro Berruguete (Misa de San Gregorio); y una colección de sargas procedentes del monasterio de San Salvador de Oña. También son interesantes algunas esculturas, como el Niño Jesús de Michelangelo Naccherino. Merece atención un Ecce Homo de notable calidad, creído original del pintor neerlandés Jan Mostaert .
En el siglo xvii pierden importancia la ciudad y la provincia de Burgos; consecuentemente, las obras de este período contenidas en el museo son menos importantes. Aun así, cabe destacar la colección de cuadros del pintor burgalés Mateo Cerezo, como los Desposorios místicos de Santa Catalina, San Jerónimo en las zarzas, Ecce Homo y el Cristo de la Sangre.
También importante es el Retrato de Fray Alonso de San Vítores, de Juan Ricci; y obras de pintores burgaleses como Diego Polo o José Moreno; o una serie de paisajes de los alrededores de Madrid.
Del siglo xviii hay algunas esculturas y pinturas, destacando la Inmaculada Concepción de Antonio Palomino. Del siglo xix se pueden ver cuadros de Dióscoro Puebla (Episodio de una bacanal, Decapitación de San Juan Bautista), Juan Antonio Cortés García de Quevedo, Isidro Gil (Mazeppa) o Encarnación Bustillo Salomón (Las camareras de la Virgen).
En cuanto al siglo xx, el museo alberga obras de diversos pintores como Luis Gallardo, Fortunato Julián, José María Muñoz Melgosa (Safo), José Vela Zanetti (Marcha de los esclavos hacia la Libertad), Luis Sáez, Modesto Ciruelos... y algunas esculturas.
En la sección de Bellas Artes se encuentra también un pequeño fragmento de la colección de Artes Decorativas y Aplicadas del museo. Aparte de las ya mencionadas piezas islámicas y románicas de marfil, metal y esmaltes se exponen monedas de diversas épocas procedentes principalmente de tesorillos hallados a las afueras de Burgos y otras villas de la provincia; vajilla y armamento medievales; mobiliario de los siglos xvi y xvii; y cruces procesionales góticas. Destaca la presencia de la espada llamada Tizona, tradicionalmente considerada perteneciente al Cid Campeador, y que fue adquirida por instituciones públicas en 2007. Antiguamente se conservaba en el castillo palacio de Marcilla y después en préstamo en el Museo del Ejército de Madrid.

## Selección de piezas
Paleolítico

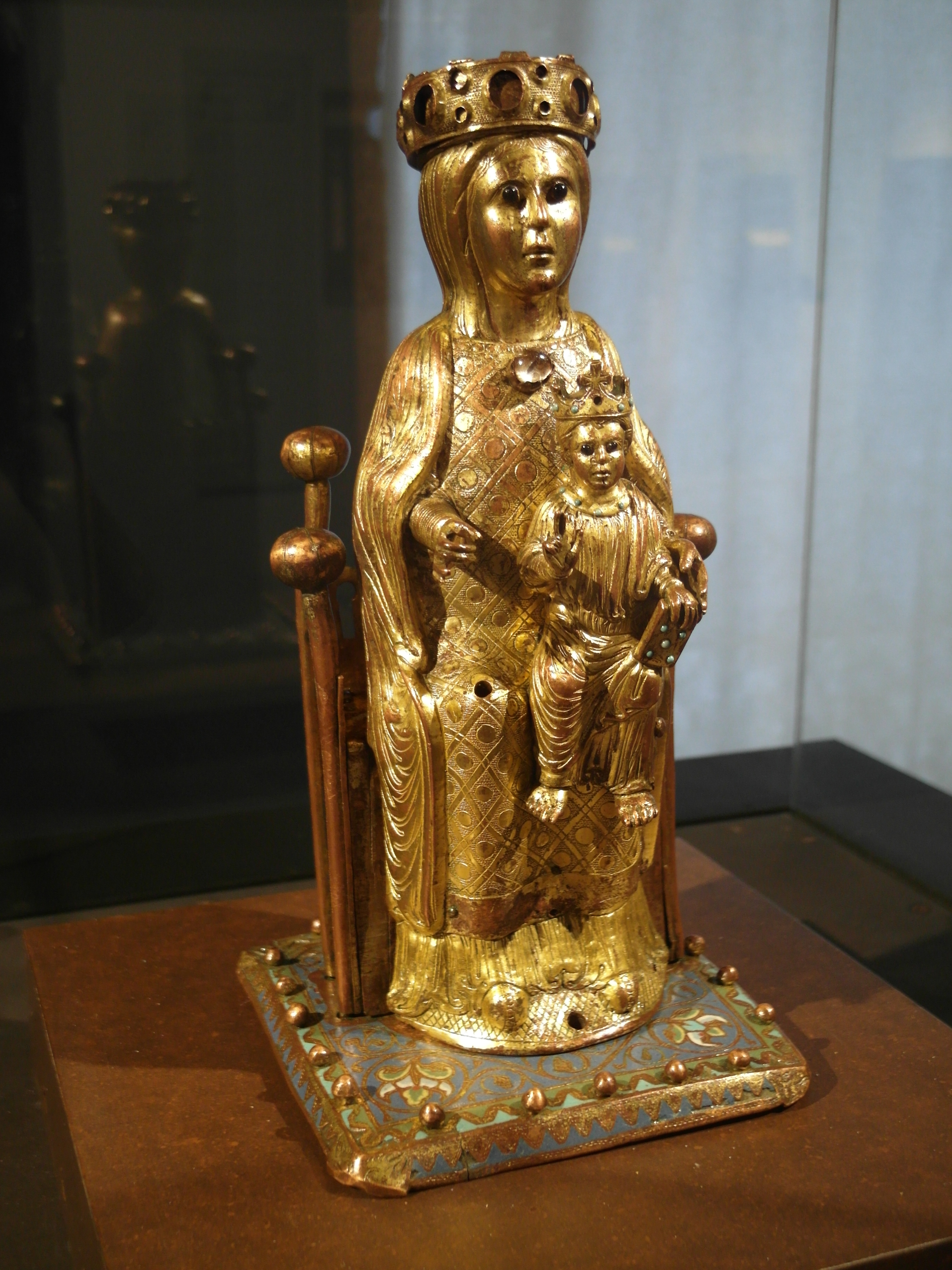
La Virgen de las Batallas (San Pedro de Arlanza).

- Réplicas de los huesos del homo Antecessor y del h. Heidelbergensis (Atapuerca)

Neolítico
- Brazalete de concha y ánfora (Cubillejo de Lara)

Edad del Bronce
- Puñales y vainas (Miraveche)
- Huellas de cestería

Edad del Hierro
- Torques de oro y plata
- Navajas de afeitar

Época romana

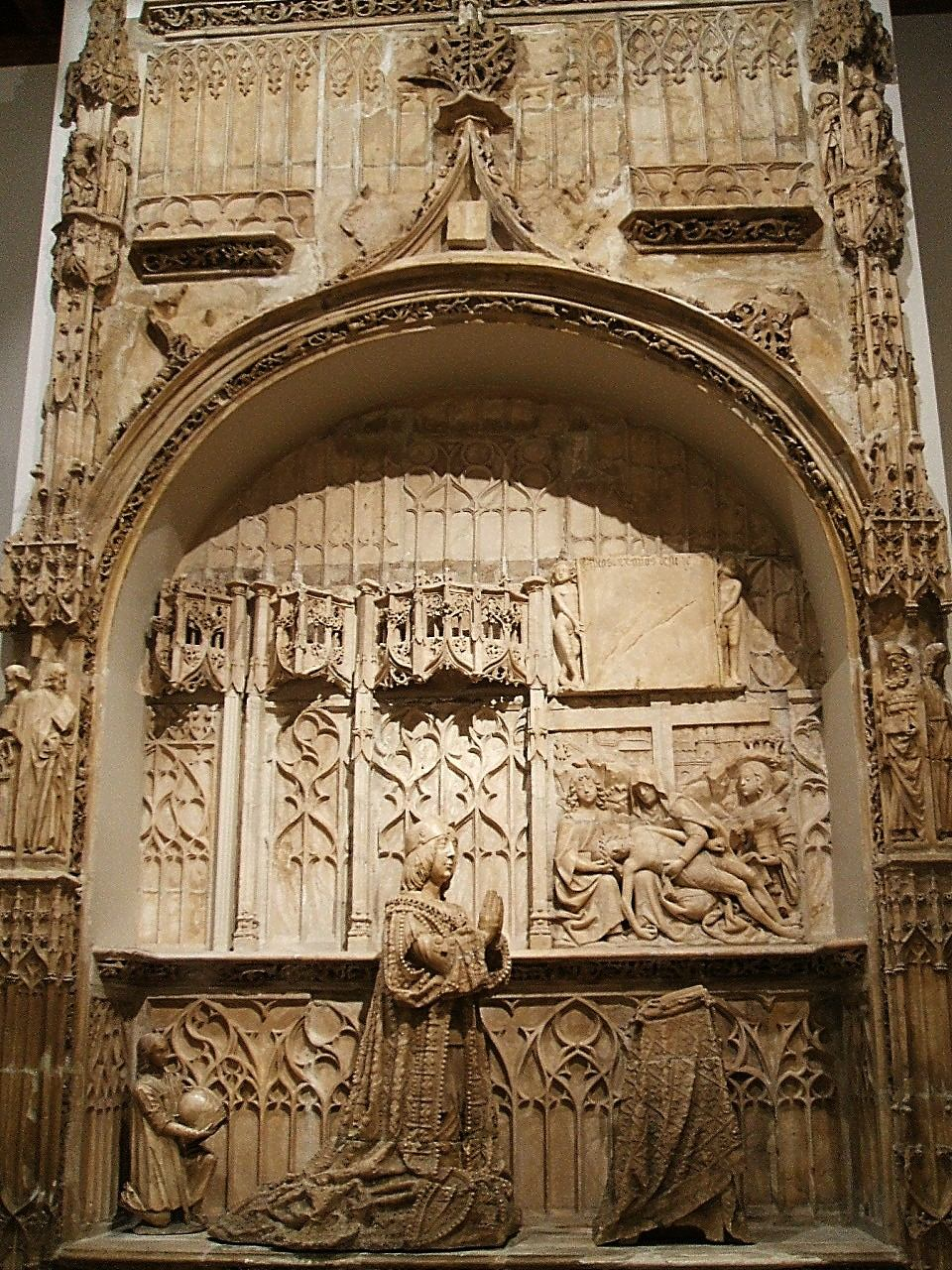
Sepulcro de Don Juan de Padilla (Fresdelval).

- Estatua de Isis, busto de Julia Augusta, cipo funerario, relieves de un desfile militar (Clunia)
- Tésera de patronato
- Mosaico de Atalanta y Meleagro (Cardeñajimeno)
- Brasero (Baños de Valdearados)
- Cristalería (Cabriana)

Paleocristianismo
- Sepulcro con escenas diversas (La Bureba)

Época visigótica
- Relieves (Quintanilla de las Viñas)
- Pie de altar
- Vasos litúrgicos

Época islámica
- Arqueta de marfil y esmaltes (Santo Domingo de Silos)
- Estuche de marfil (Santo Domingo de Silos, talleres de Cuenca)

Románico

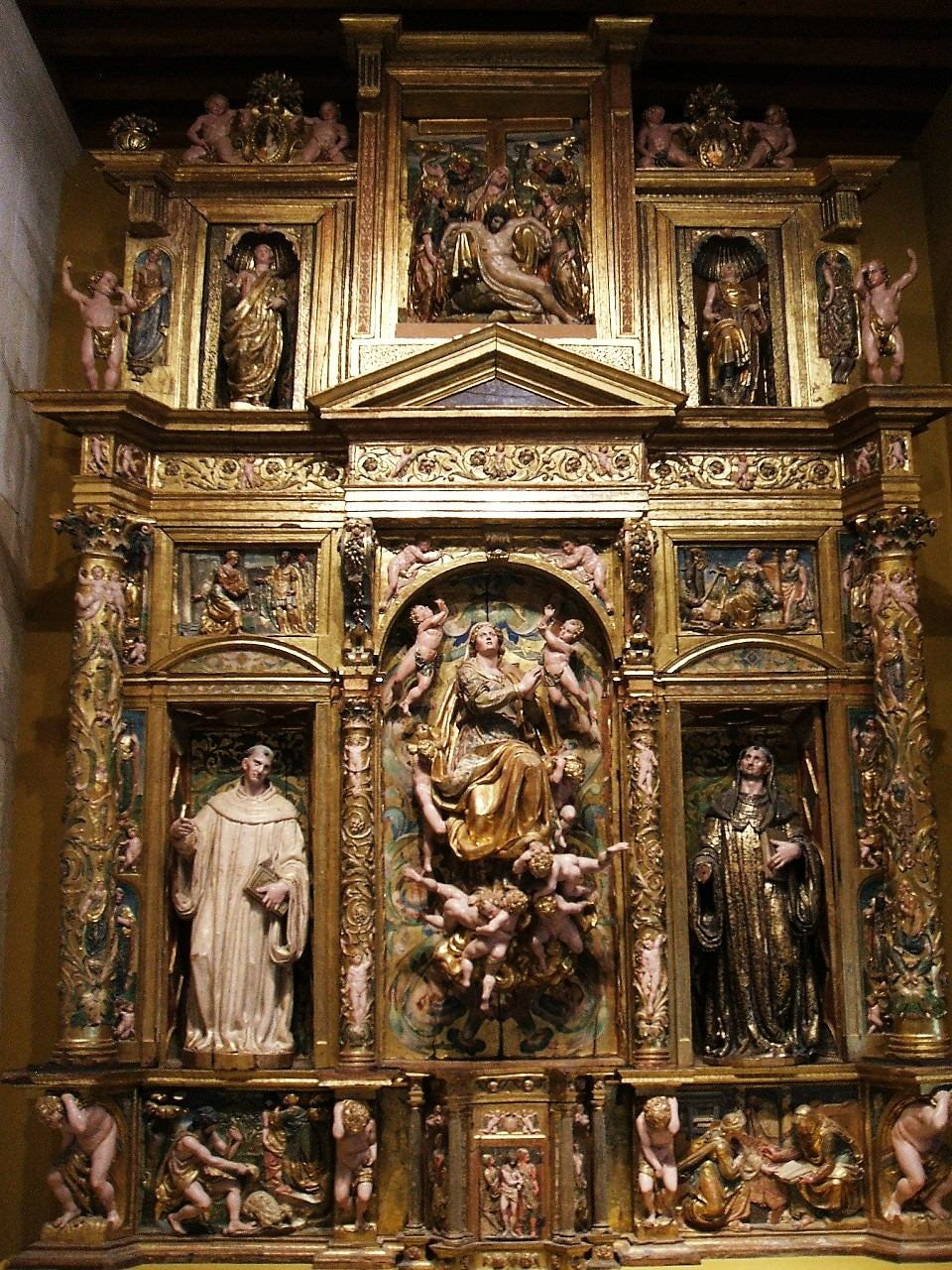
Retablo de la Asunción (Vileña).

- Frontal de altar (Santo Domingo de Silos)
- Virgen de las Batallas (San Pedro de Arlanza)
- Urna de Santo Domingo (Santo Domingo de Silos)
- Capiteles (Tardajos)

Gótico
- Frontal de altar (Monasterio de San Pablo, Burgos)
- Sepulcro de Juan de Padilla (Gil de Siloé) (Fresdelval)
- Sepulcro de Gómez Manrique y Sancha de Rojas (Fresdelval)
- Sepulcro de María Manuel (San Esteban de los Olmos)
- Sepulcros de caballeros (Villasandino)

Pintura flamenca e hispanoflamenca
- Retablo de San Pedro de Tejada (Maestro de Oña)
- Martirio de San Lorenzo (Maestro de Budapest)
- Varón de Dolores (Jan Mostaert)
- Piedad (Rogier Van der Weyden)

Renacimiento (escultura)
- Retablo mayor de Santa María la Real de Vileña (Pedro López de Gámiz)
- Tablas para retablo del convento de la Merced de Burgos (Felipe y Gregorio Vigarny)
- Niño Jesús (Michelangelo Naccherino)

Renacimiento (pintura)
- Misa de san Gregorio (Pedro Berruguete)

Barroco
- Vistas de Madrid (escuela castellana)
- Retrato de Fray Alonso de San Vítores (Juan Ricci)
- Ecce Homo (Mateo Cerezo)
- Imposición de las llagas a san Francisco (Mateo Cerezo)
- Cristo de la Sangre (Mateo Cerezo)

Siglo XX
- Marcha de los esclavos hacia la libertad (José Vela Zanetti)
- Las camareras de la Virgen (Encarnación Bustillo Salomón)
- Obras de Modesto Ciruelos y Luis Sáez.

## Galería de imágenes

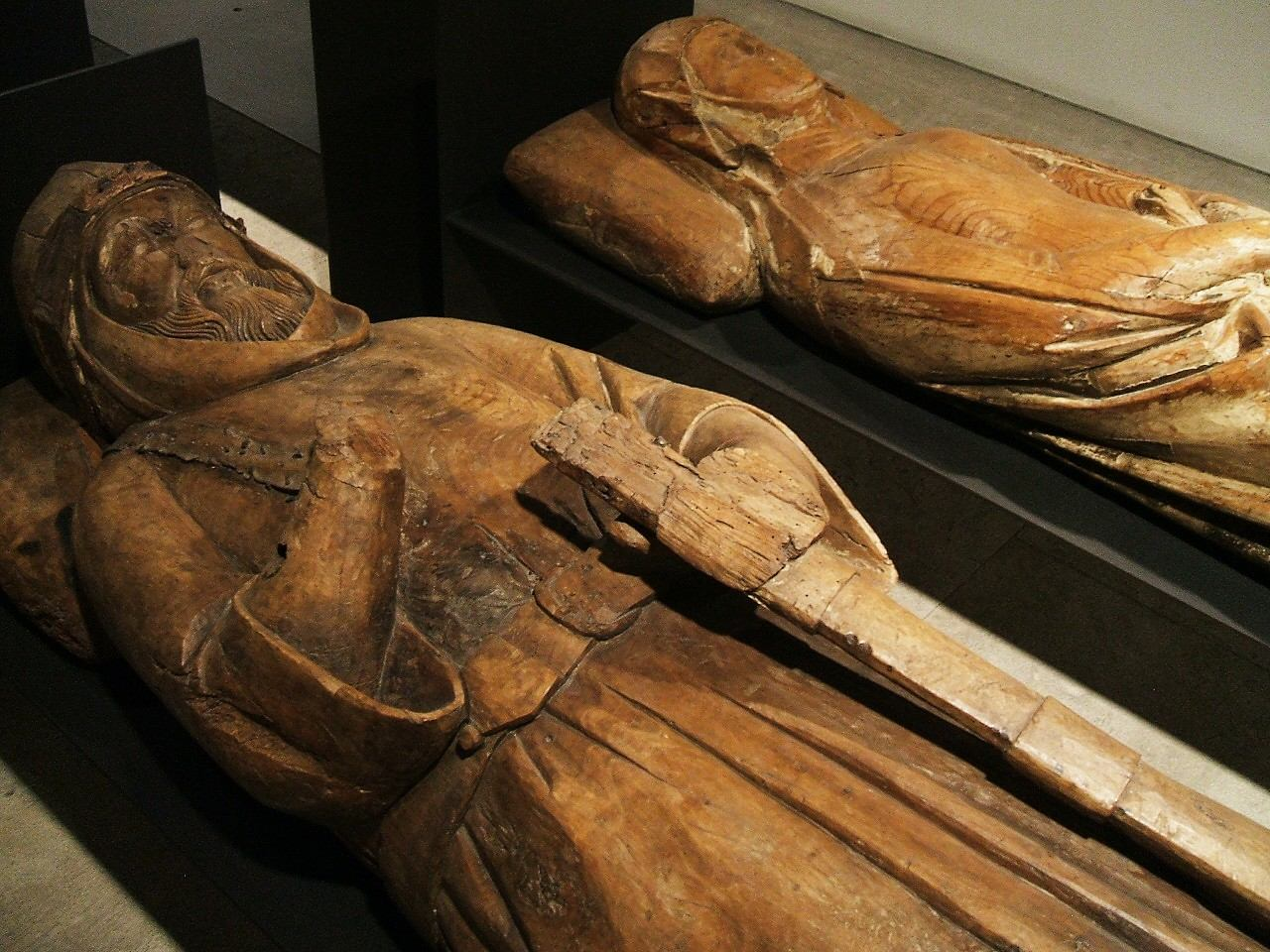
Bultos funerarios de dama y caballero (Villasandino)
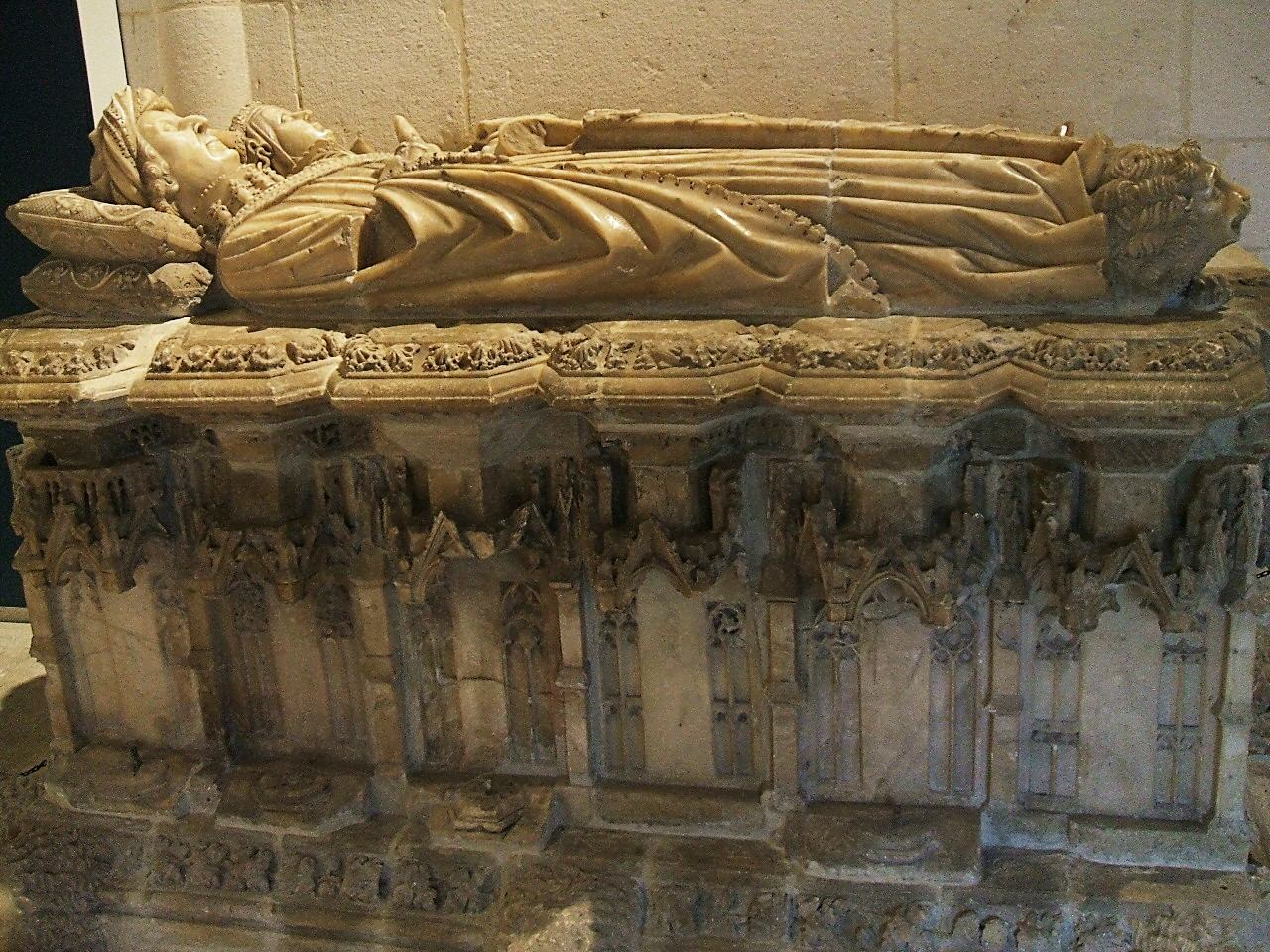
Sepulcro de D. Gómez Manrique y D.ª Sancha Rojas (Fresdelval)
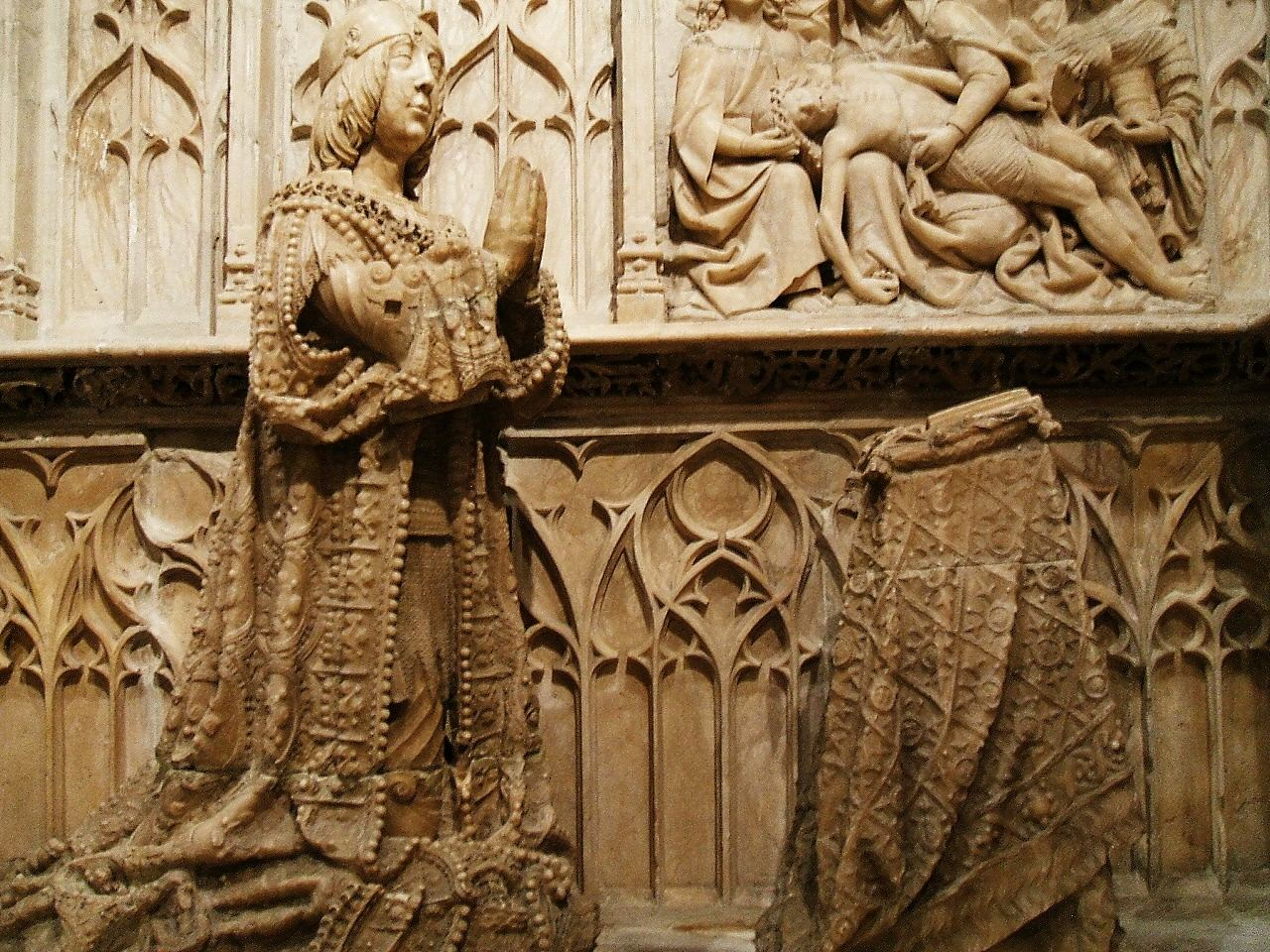
Sepulcro de Don Juan de Padilla (Fresdelval)
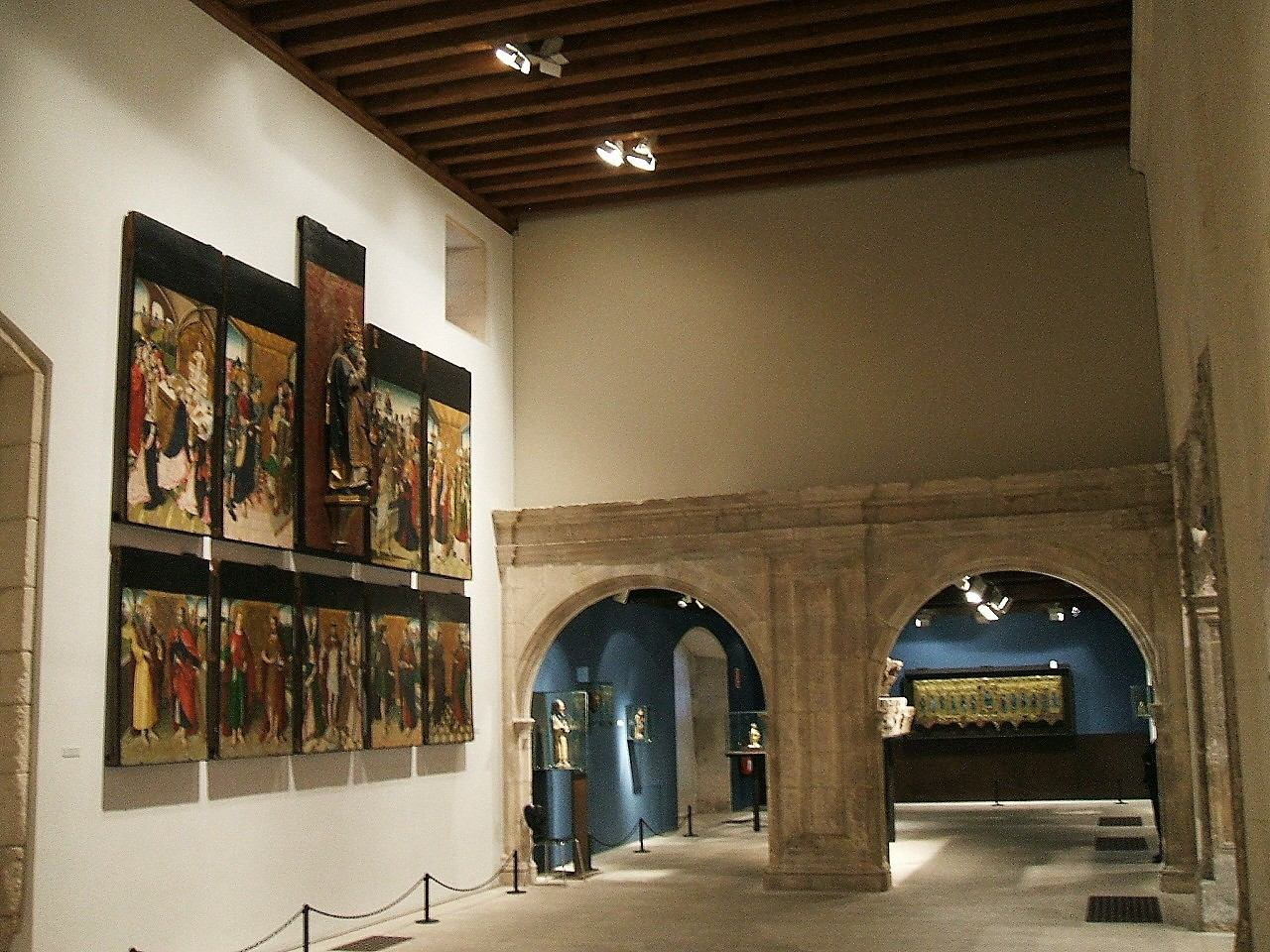
Sala de retablos y escultura (ss. xv-xvi)